# Astragalus tephreschensis
Astragalus tephreschensis är en ärtväxtart som beskrevs av Karl Heinz Rechinger och Al. Astragalus tephreschensis ingår i släktet vedlar, och familjen ärtväxter. Inga underarter finns listade i Catalogue of Life.